# Clément de Taffanel de La Jonquière
Clément de Taffanel de La Jonquière (Lasgraisses, 13 settembre 1706 – Tolone, 12 marzo 1795) è stato un ammiraglio francese, già distintosi come ufficiale durante la guerra di successione austriaca e nella guerra dei sette anni. Promosso tenente generale delle armate navali nel 1780, allo scoppio della rivoluzione francese per praticare liberamente la religione cattolica andò in esilio in Spagna, stabilendosi a Mataró, nei pressi di Barcellona. Fu catturato dai francesi 23 dicembre 1794 e morì di stenti a Tolone l'anno successivo.

## Biografia
Nacque a Lasgraisses il 13 settembre 1706, all'interno di una famiglia dell'Albigeois e dell'alto Languedoc (Graulhet, Mazamet) confermata nobile nel 1749, figlio di Jean de Taffanel de Cabanac, signore di Cabanac (1665-1751) e di Marie de Thomas. Dopo aver frequentato la scuola militare di Sorèze intraprese la carriera nella Marine royale. Nel 1726, all'età di 20 anni, partecipò alla campagna militare di suo cugino contro i pirati che infestavano il mare delle Antille, e nel 1732 fu nominato guardiamarina. Nel 1733 era con suo zio a bordo del Rubis davanti a Québec, e nel 1738 fu nominato enseigne de vaisseau. Nel 1740 si distinse nella spedizione a Saint-Domingue, sotto gli ordini del marchese d'Antin che comandava una squadra di 12 vascelli e 2 fregate. Nel 1744, imbarcato sul vascello Terrible prese parte alla battaglia di Tolone.
Nel 1746 fu promosso tenente di vascello e comandò La Mégère nel corso della spedizione del duca d'Anville. Comandò la fregata Emeraude nel combattimento navale di capo Finisterre del 14 maggio 1747, assumendo il comando del convoglio mercantile e conducendolo a Quebec, venendo insignito per questo della Croce di Cavaliere dell'Ordine di San Luigi. Nel 1749, quando il marchese de La Jonquière fu nominato governatore della Nuova Francia, comandò la fregata da 30 cannoni Diane che scortava il vascello da 64 cannoni Léopard su cui era imbarcato il governatore. Un mese dopo il suo arrivo a Quebec il marchese de La Jonquière scrisse al Ministro chiedendo che a suo nipote fosse assegnato il comando generale delle truppe di terra, ma il ministro oppose un rifiutò.
Il 14 aprile 1751 sposò la signorina Catherine Josépha de Thomas che gli diede quattro figli. 
Nel corso del 1751 condusse a Louisbourg la flute del re La Seine carica di rifornimenti per la piazzaforte. Nel 1752 divenne secondo marchese de La Jonquière, e nel 1761 accettò dal vescovo di Lavaur la signoria del castello di signore di Guitalens. Nel 1755 condusse a Québec la fregata Fidéle, venendo incaricato dal governatore Pierre de Rigaud de Vaudreuil-Cavagnal di portare rifornimenti urgenti a Louisbourg, bloccata da 17 navi da guerra britanniche. Egli portò a termine l'incarico senza ricevere un solo colpo di cannone dalle navi nemiche. Rientrato in Francia fu promosso capitano di vascello. 
Nel maggio 1757 assunse il comando del vascello Célèbre, assegnato alla squadra navale di Dubois de La Motte destinata alla Nuova Francia, imbarcando sulla sua nave il cugino Jean-François de La Pérouse, che aveva 16 anni, per la sua prima campagna in mare. Fu tutore di Lapérouse nel corso della sua gioventù,  e anche di un altro cugino, Armand de Saint-Félix, nei primi anni della sua nomina a guardiamarina. Arrivato a Québec il Célèbre fu distaccato insieme ad un altro vascello alla squadra di Louisbourg per trasportare il Reggimento Du Berry a Québec. Il 15 agosto la sua nave gettò l'ancora davanti a Capitale, e il marchese de Vendreuil gli consegnò un pacco di dispacci da portare alla Corte di Versailles, con l'ordine di gettarli in mare in caso di cattura da parte del nemico.  Il Célèbre rientrò a Brest il 12 novembre, e l'abilità con cui aveva adempiuto all'incarico gli valsero una lettera di felicitazioni da parte del Ministro della marina François Marie Peyrenc de Moras.
Tra il 1761 e il 1762 comandò il vascello Northumberland e condusse una squadra di cinque navi da Rochefort a Brest.
Fu promosso chef d'escadre nell'agosto 1771, partecipando successivamente alla guerra d'indipendenza americana. Ricevette una pensione di 1.500 livres sul bilancio dell'Ordine reale e militare di San Luigi con brevetto del 20 giugno 1776. Fu nominato tenente generale delle armate navali nel 1780. Lasciò la vita militare e si ritirò a vita privata nel castello di Guitalens, nei pressi di Castres, in Linguadoca.
Allo scoppio della rivoluzione francese nel 1789 aveva 86 anni, e per praticare liberamente la religione cattolica andò in esilio in Spagna, stabilendosi a Mataró, nei pressi di Barcellona. Il 23 dicembre 1794 si imbarcò a Barcellona, insieme ad altri 19 emigrati francesi, per recarsi a Malaga, la nave su cui viaggiava fu catturata dalla corvetta francese Minerve al largo della città catalana. Portato a Tolone, li spense di stenti mentre veniva trasferito su una caretta dalla prigione della città a quella di Cuers, il 12 marzo 1795.

### Annotazioni
1. ↑  Una ricca creola originaria di Flic en Flac, Île de France, che andò a vivere nel castello di Lasgrasses e lì si spense nel 1775.
2. ↑  Clément Joseph de Taffanel de La Jonquière, terzo marchese de La Jonquière (1751-1824), Jean Pierre Claude Charles de Taffanel de La Jonquière, cavaliere dell'Ordine di San Luigi (1755-1803), Françoise de Taffanel de La Jonquière, Renée Marguerite Sophie de Taffanel de La Jonquière.

### Fonti
1. 1 2 3 4 5 6 7 8 9 10 11 12 13  Ecole Navale.
2. 1 2  Geneanet.
3. 1 2 3 4 5  Bulletin des Recherches Historique n.5, mai 1908, p. 156.
4. 1 2 3 4 5 6 7 8 9 10 11 12 13 14  Bulletin des Recherches Historique n.5, mai 1908, p. 157.
5. 1 2  Bulletin des Recherches Historique n.5, mai 1908, p. 159.